# Martin Zurmühle
Martin Zurmühle (* 19. Mai 1956 in Luzern; † 18. März 2024 in Luzern) war ein Schweizer Architekt, Fotograf, Ausbilder und Autor von Fotolehrbüchern; im Jahr 2010 gründete Zurmühle in Luzern zudem den Vier-Augen-Verlag.

## Werk
Als Fotograf ist er bekannt für seine Landschaftsaktbilder. Als Autor von Fotolehrbüchern entwickelte er zwei neue Systeme zur Analyse und Bewertung von Fotografien:
- Das Vier-Augen-Modell als Kommunikationsmodell und das
- Doppelte Dreieck als eine systematische Möglichkeit, die Qualität von Fotografien nach gewählten Kriterien möglichst objektiv zu beurteilen und zu bewerten.

## Leben
Martin Zurmühle ist in Luzern (Schweiz) geboren, wo er lebte und arbeitete. Nach dem Gymnasium studierte er Architektur an der ETH in Zürich. Während seines Studiums faszinierte ihn die funktionale und schnörkellose Architektur der klassischen Moderne (in der Tradition des Bauhauses) mit Vertretern wie Le Corbusier, Mies van der Rohe, Alvar Aalto und Richard Meier. Diese Liebe zur Klarheit und Präzision ist auch in seiner Fotografie erkennbar. Nach seinem Diplom gründete er 1983 ein kleines Architekturbüro in Luzern, das er bis 2013 führte. Seit seinem 16. Lebensjahr fotografierte er mit grosser Leidenschaft. Bis ins Jahr 2002 betrieb er die Fotografie als intensives Hobby. Zusammen mit dem Wechsel von der analogen zur digitalen Fotografie bekam die Fotografie auch einen immer stärker werdenden kommerziellen Aspekt. Er eröffnete in Ebikon bei Luzern (Schweiz) ein Fotostudio und eine Fotoschule. Seit 2013 war die Fotografie sein Haupterwerb. Neben Fotoaufträgen schrieb er Lehrbücher zu verschiedenen Themen der Fotografie und unterrichtete in seiner eigenen und an anderen Fotoschulen im Zusammenhang mit verschiedenen Fotolehrgängen. Er besaß einen eidgenössischen Fachausweis als Ausbilder und legte grossen Wert auf eine methodisch-didaktisch gut durchdachte und strukturierte Ausbildung seiner Schüler. In seiner eigenen Fotografie konzentrierte er sich in erster Linie auf die Aktfotografie, die er im Fotostudio, aber vor allem auch in schönen Räumen und in der Natur ausübte. Seine Bilder gewannen Medaillen an vielen internationalen Fotowettbewerben und werden in Galerien und Ausstellungen weltweit gezeigt. Aufgrund seiner Wettbewerbserfolge trug er den Titel Excellence FIAP (EFIAP/d1) der Fédération Internationale de l’Art Photographique (FIAP). Seit 2016 war Martin Zurmühle Leiter des Studiengangs Fotografie am Zentrum Bildung – Wirtschaftsschule KV Aargau Ost (Schweiz).
Martin Zurmühle war seit 1985 verheiratet und hatte zwei Kinder.

## Ausstellungen
- 2004 Luzern (Schweiz), Schlössli Utenberg: Fantastische Schönheit, schöne Fantasien zusammen mit Walo Thönen
- 2005 Ebikon (Schweiz), Fotostudio Fokus-Fotos: Form... Licht... Schatten...
- 2006 Montreal (Kanada): Montreal’s International Festival of Erotic Art
- 2007 Zürich (Schweiz), Art Gallery Ryf
- 2008 Münsingen (Schweiz), Photo Münsingen: Akt und Ort
- 2009 Münsingen (Schweiz), Aktsymphonie 2009, Jubiläumsausstellung nudeART.ch[6]
- 2009 Pingyao und Chengdu (China)
- 2010 Xining (China)
- 2011 Münsingen (Schweiz), Photo Münsingen: Werkschau nudeART.ch[7]
- 2011 Zug (Schweiz), Galerie zum Dicken Fisch
- 2012 Strasbourg (Frankreich), Palais des Congrès, Rendez-vous Image[8]
- 2012 Münsingen (Schweiz), Photo Münsingen, Landschaftsakt
- 2014 New York (USA), Amsterdam Whitney Gallery, VORTEX of the VISCERAL[9]
- 2014 Münsingen (Schweiz), Aktsymphonie 2014, Jubiläumsausstellung nudeART.ch[10]
- 2014 Fronton (Frankreich), Collectif Echiquier[11]
- 2015 Constanța (Rumänien), Toulouse und Valbonne (Frankreich) Collectif Echiquier[12]
- 2016 Münsingen (Schweiz), Photo Münsingen, Akt und Wasser[13]
- 2016 Lectoure (Frankreich), Collectif Echiquier[14]
- 2017 Villefranche-de-Rouergue (Frankreich), Collectif Echiquier[15]
- 2018 Dublin (Irland), Collectif Echiquier[16]
- 2019 Zürich (Schweiz), Photobastei, 23 Sichtweisen der Aktfotografie[17]
- 2019 Figeac (Frankreich), Collectif Echiquier[18]
- 2021 Paris (Frankreich), Collectif Echiquier
- 2023 New York, Collectif Echiquier

## Auszeichnungen (Auswahl)
- 2005 1. World of Images Circuit: Goldmedaille Kategorie Digitale Bildbearbeitung
- 2006 Black and White Spider Awards: 1. Rang Kategorie Nude (Outstanding Achievement in Nude)[19]
- 2006 Photo Suisse: bester Allroundfotograf (Schweizermeister)
- 2007 Photography Masters Cup: 1. Rang Kategorie Fine Art (Outstanding Achievement in Fine Art)[20]
- 2009 Photo Suisse: bester Allroundfotograf (Schweizermeister)
- 2011 Deutscher Fotobuchpreis: Siegertitel Silber mit dem Buch Bildanalyse nach dem Vier-Augen-Modell in der Kategorie Fotolehrbücher[21]
- 2011 1st Int. Salon of Photography Smederevo: Bronzemedaille und Blue Badge der FIAP als bester Fotograf des Wettbewerbs[22]
- 2012 Beauty of Body & Face: Silbermedaille Kategorie Nude und Blue Badge der FIAP als bester Fotograf des Wettbewerbs[23]
- 2012 12. Int. DVF-Digital Foto Salon: Silbermedaille und Blue Badges der FIAP als bester Fotograf des Wettbewerbs
- 2012 Vergabe des Titels AFIAP (Artiste FIAP) der Fédération Internationale de l’Art Photographique (FIAP)
- 2014 Deutscher Fotobuchpreis: Siegertitel Silber mit dem Buch Bildsprachen zeitgenössischer Fotografen in der Kategorie Fotolehrbücher[24]
- 2014 Vergabe des Titels EFIAP (Excellence FIAP) der Fédération Internationale de l’Art Photographique (FIAP)
- 2015 1st Int. Salon of Photography – Tower Circuit: 6 Gold-, 1 Silber- und 1 Bronzemedaillen und 3 Blue Badges der FIAP als bester Fotograf des Wettbewerbs[25]
- 2016 1st Jadran Circuit 2016 – Kotor: Blue Badge der FIAP als bester Fotograf des Wettbewerbs[26]
- 2017 Vojvodina Circuit – Kotor und Podgorica: 1 Gold- und 1 Silbermedaille und 2 Blue Badges der FIAP als bester Fotograf des Wettbewerbs
- 2017 MNE SER Circuit – Kula: 1 Gold-, 1 Silber- und 1 Bronzemedaille und Blue Badge der FIAP als bester Fotograf des Wettbewerbs[27]
- 2017 Swiss International Photo Contest 2017: Goldmedaille und Blue Badge der FIAP als bester Fotograf des Wettbewerbs
- 2017 Vergabe des Titels EFIAP/b (Excellence FIAP/Bronze) der Fédération Internationale de l’Art Photographique (FIAP)
- 2018 MNE SER Circuit – Kotor: Blue Badge der FIAP als bester Fotograf des Wettbewerbs[28]
- 2018 3rd Danube Digital Circuit – Bulgaria: Blue Badge der FIAP als bester Fotograf des Wettbewerbs[29]
- 2018 Beauty and Face & Body 2018: 1 Gold- und 2 Silbermedaillen und Blue Badge der FIAP als bester Fotograf des Wettbewerbs[30]
- 2018 Vergabe des Titels EFIAP/s (Excellence FIAP/Silber) der Fédération Internationale de l’Art Photographique (FIAP)
- 2019 5th Wojnicz International Salon of Photography: Blue Badge der FIAP als bester Fotograf des Wettbewerbs[31]
- 2019 Vergabe des Titels EFIAP/g (Excellence FIAP/Gold) der Fédération Internationale de l’Art Photographique (FIAP)
- 2020 Vergabe des Titels EFIAP/p (Excellence FIAP/Platin) der Fédération Internationale de l’Art Photographique (FIAP)
- 2021 Monte International Photo Circuit – Budva: Blue Badge der FIAP als bester Fotograf des Wettbewerbs[32]
- 2021 5th Danube Digital Circuit – Belarus: 2 Gold- und 1 Silbermedaille und Blue Badge der FIAP als bester Fotograf des Wettbewerbs[33]
- 2021 Vergabe des Titels EFIAP/d1 (Excellence FIAP/Diamant1) der Fédération Internationale de l’Art Photographique (FIAP)
- 2022 Vergabe des Titels EFIAP/d2 (Excellence FIAP/Diamant2) der Fédération Internationale de l’Art Photographique (FIAP)
- 2023 Vergabe des Titels EFIAP/d3 (Excellence FIAP/Diamant3, höchste Stufe) der Fédération Internationale de l’Art Photographique (FIAP)

## Publikationen
Digitale Fotografie
- Die grosse Fotoschule – Digitale Fotografie. Data Becker Verlag, Düsseldorf 2006, ISBN 3-8158-3512-7.
- Die grosse Fotoschule – Bildgestaltung für Fortgeschrittene. Data Becker Verlag, Düsseldorf 2007, ISBN 978-3-8158-2628-7.
- Das grosse Lehrbuch – Digitale Fotografie. Vier-Augen-Verlag, Luzern 2018, 2. Auflage, ISBN 978-3-9523647-7-2.
- Fotografie lehren und lernen. Vier-Augen-Verlag, Luzern 2021, ISBN 978-3-9523647-6-5.

Aktfotografie
- Digitale Fotopraxis Aktfotografie. Galileo Verlag, Bonn 2008, ISBN 978-3-8362-1120-8.
- Das Shooting-Buch Aktfotografie. Galileo Verlag, Bonn 2010, ISBN 978-3-8362-1388-2.
- Aktfotografie. Die grosse Fotoschule. Galileo Verlag, Bonn 2011, ISBN 978-3-8362-1790-3.
- Das Shooting-Buch Aktfotografie. Galileo Verlag, Bonn 2012, ISBN 978-3-8362-1923-5.
- Das grosse Lehrbuch – Aktfotografie. Vier-Augen-Verlag, Luzern 2020, ISBN 978-3-9523647-9-6.

Bildanalyse und Bildbewertung
- Die MAGIE der Fotografie oder das GEHEIMNIS herausragender Bilder – BILDANALYSE nach dem Vier-Augen-Modell. Vier-Augen-Verlag, Luzern 2010, ISBN 978-3-9523647-0-3.
- Die MAGIE der Fotografie oder das GEHEIMNIS herausragender Bilder – BILDBEWERTUNG mit dem Doppelten Dreieck. Vier-Augen-Verlag, Luzern 2011, ISBN 978-3-9523647-2-7.
- Die MAGIE der Fotografie oder das GEHEIMNIS herausragender Bilder – BILDSPRACHEN zeitgenössischer Fotografen. Vier-Augen-Verlag, Luzern 2013, ISBN 978-3-9523647-4-1.
- Das grosse Lehrbuch – Bilder analysieren. Vier-Augen-Verlag, Luzern 2019, ISBN 978-3-9523647-8-9.
- Kunst und Fotografie – Was Fotografinnen und Fotografen von der Kunst lernen können. Vier-Augen-Verlag, Luzern 2023, ISBN 978-3-907337-30-1.

Bildbände
- Passion für die Aktfotografie | Passion pour la photographie de nu artistique | Passion for Nude Photography. Vier-Augen-Verlag, Luzern 2022, ISBN 978-3-907337-20-2.
- Faszination für die Aktfotografie | Fascination pour la photographie de nu artistique | Fascination of for Nude Photography. Vier-Augen-Verlag, Luzern 2023, ISBN 978-3-907337-25-7.